# Шахова нотація
Ша́хова нота́ція — система умовних позначень, що застосовується для запису окремих ходів, усієї партії або окремої позиції. Відомі такі види шахової нотації: алгебраїчна, цифрова, описувальна та код Удемана. Найпоширенішою є алгебраїчна нотація.

## Алгебраїчна нотація
Алгебраїчна нотація — найчастіше вживаний метод запису ходів у шахових партіях. Алгебраїчна нотація є офіційною нотацією ФІДЕ, і тому вона повинна використовуватися у всіх визнаних міжнародних змаганнях, в яких грають люди. Клітинка шахівниці ідентифікується парою унікальних координат — літерою та цифрою. Вертикальні стовпчики клітинок (вертикалі) позначаються з a по h зліва направо зі сторони білих. Горизонтальні рядки клітинок (горизонталі) нумеруються з 1 по 8, починаючи зі сторони білих.

## Описувальна нотація

Координати клітин у описувальній нотації

Описувальна нотація вважається складнішою за алгебраїчну. Використовується у деяких англомовних та іспаномовних країнах. Згідно з правилами цієї нотації вертикалі шахівниці позначаються не першими буквами латинського алфавіту, а початковими буквами назв фігур, що знаходяться на них у початковій позиції (наприклад вертикаль «d» позначається латинською літерою «Q» (ферзь)). У разі необхідності до вертикалей «а», «b», «c» додається префікс «Q»(ферзевий фланг), до вертикалей «f», «g», «h» додається префікс «K»(королівський фланг) Горизонталі позначаються арабськими цифрами від 1 до 8. На відміну від алгебраїчної нотації, де відлік горизонталей починається від білих, у описувальній нотацій кожен з гравців починає відлік горизонталей від себе. Кожна клітина має дві різних координати — з точки зору білих та з точки зору чорних.
Для позначення шаху використовують символи: «ch». Для позначення мату використовують слова: «mate» або «check mate».
Наприклад: Партія у алгебраїчній нотації:
1. e2—e4 e7—e5 2. Ng1—f3 Nb8—c6 3. Bf1—b5 a7—a6 4. Bb5—a4 d7—d6 5. Nb1—c3 Bc8—g4 6. Nc3—d5 Ng8—e7 7. c2—c3 b7—b5 8. Ba4—b3 Nc6—a5? 9. Nf3xe5! Bg4xd1?? 10. Nd5—f6+!! g7xf6 11. Bb3xf7#
Та сама партія у описувальній нотації:
1. P—K4 P—K4 2. Kt—KB3 Kt—QB3 3. B—Kt5 P—QR3 4. B—R4 P—Q3 5. Kt—B3 B—Kt5 6. Kt—Q5 Kt—K2 7. P—B3 P—QKt4 8. B—Kt3 Kt—R4? 9. KtxPK5! BxQ?? 10. Kt—B6ch!! PxKt 11. BxPB2 check mate

## Цифрова нотація

Координати клітин у цифровій нотації

Цифрова нотація — спосіб запису шахової партії за допомогою цифр. Застосовується у міжнародних змаганнях за листуванням. Вперше була запропонована І. Савєнковим як код для передачі ходів телеграфом та успішно випробувана у матчі Красноярськ—Петербург (1886—87). Прийнята, як обов'язкова у змаганнях ICCF.
При застосуванні цифрової нотації кожна клітина позначається двозначним числом. Усі вертикалі та горизонталі нумеруються починаючи з нижньої лівої клітини шахівниці. Таким чином координата клітини складається з координати вертикалі та горизонталі. Наприклад, клітина «e4» у цифровій нотації матиме координати «54». 
Хід записується чотирьохзначним числом, перші два розряди якого вказують клітини з якої перейшла фігура, а останні два розряди — клітину на яку фігура пересунулась. При рокіруванні вказується переміщення короля. При перетворенні пішака, що досягнув восьмої (першої) горизонталі до ходу пішака додається ще одна цифра, що позначає фігуру, на яку перетворюється пішак: 1 — ферзь, 2 — тура, 3 — слон, 4 — кінь.
Будь-які коментарі, позначки сильних чи слабких ходів, мат, шах та інші позначки не використовуються.
Наприклад:
Партія у алгебраїчній нотації:
1. e2—e4 e7—e5 2. Ng1—f3 Nb8—c6 3. Bf1—b5 a7—a6 4. Bb5—a4 d7—d6 5. Nb1—c3 Bc8—g4 6. Nc3—d5 Ng8—e7 7. c2—c3 b7—b5 8. Ba4—b3 Nc6—a5? 9. Nf3xe5! Bg4xd1?? 10. Nd5—f6+!! g7xf6 11. Bb3xf7#
Та сама партія у цифровій нотації:
1. 5254 5755 2. 7163 2836 3. 6125 1716 4. 2514 4746 5. 2133 3874 6. 3345 7857 7. 3233 2725 8. 1423 3615 9. 6355 7441 10. 4566 7766 11. 2367

## Код Удемана
Позначення клітин шахівниці сполукою голосної та приголосної літери латинського алфавіту. Було запропоновано американським шахістом Л. Удеманом (1882). Застосовується у змаганнях телеграфом та радіо.
У радіо- або телеграммі вказуються шахові клітини переміщення фігури (за рокірування - переміщення короля).